# Jinzhou Stadium
Jinzhou Stadium (en chinois : 大连金州体育场) est un stade à Dalian en Chine. Il est principalement utilisé pour des matchs de football.
Il peut accueillir jusqu'à 31 000 personnes et a été construit en 1997.